# Arnulf II van Boulogne
Arnulf II van Boulogne (overleden in 971) was van 965 tot aan zijn dood graaf van Boulogne. Hij behoorde tot het huis Boulogne.

## Levensloop
Arnulf II was de zoon van graaf Adalolf van Boulogne en diens onbekend gebleven echtgenote.
Na de dood van zijn vader in 933 werd de erfenis van Arnulf II en zijn broer, op dat moment wellicht nog minderjarigen, ingepalmd door hun oom, graaf Arnulf I van Vlaanderen. In 962 kwamen ze tegen hem in opstand, waarbij Arnulfs broer om het leven kwam. Uiteindelijk kon hij in 965 Boulogne innemen, waarschijnlijk profiterend van de dood van Arnulf I van Vlaanderen en de minderjarigheid van diens opvolger.
Mogelijk was hij ook een broer van Hugo I, graaf van Saint-Pol. Arnulf overleed in 971 en werd bijgezet in de Abdij van Samer.

## Nakomelingen
Het is onduidelijk met wie Arnulf II gehuwd was. Uit zijn huwelijk werden zeker twee kinderen geboren:
- Arnulf III (overleden in 990), graaf van Boulogne
- Mathilde, huwde met graaf Ardolf I van Guînes

Mogelijk had Arnulf II nog twee zonen, Eustaas en Arnulf, die ook bijgezet werden in de Abdij van Samer.

## Voorouders
| Voorouders van Arnulf II van Boulogne (-971) | Voorouders van Arnulf II van Boulogne (-971)                                 | Voorouders van Arnulf II van Boulogne (-971)                                 | Voorouders van Arnulf II van Boulogne (-971)                               | Voorouders van Arnulf II van Boulogne (-971)                               | Voorouders van Arnulf II van Boulogne (-971) | Voorouders van Arnulf II van Boulogne (-971) | Voorouders van Arnulf II van Boulogne (-971) | Voorouders van Arnulf II van Boulogne (-971) |
| -------------------------------------------- | ---------------------------------------------------------------------------- | ---------------------------------------------------------------------------- | -------------------------------------------------------------------------- | -------------------------------------------------------------------------- | -------------------------------------------- | -------------------------------------------- | -------------------------------------------- | -------------------------------------------- |
| Overgrootouders                              | Boudewijn I van Vlaanderen (840–879) ∞ 863 Judith van West-Francië (844–870) | Boudewijn I van Vlaanderen (840–879) ∞ 863 Judith van West-Francië (844–870) | Alfred de Grote (848–899) ∞ 868 Ealhswith (852–905)                        | Alfred de Grote (848–899) ∞ 868 Ealhswith (852–905)                        | ? (–) ∞ ? (–)                                | ? (–) ∞ ? (–)                                | ? (–) ∞ ? (–)                                | ? (–) ∞ ? (–)                                |
| Grootouders                                  | Boudewijn II van Vlaanderen (865–918) ∞ 884 Ælfthryth van Wessex (868–929)   | Boudewijn II van Vlaanderen (865–918) ∞ 884 Ælfthryth van Wessex (868–929)   | Boudewijn II van Vlaanderen (865–918) ∞ 884 Ælfthryth van Wessex (868–929) | Boudewijn II van Vlaanderen (865–918) ∞ 884 Ælfthryth van Wessex (868–929) | ? (–) ∞ 868 ? (–)                            | ? (–) ∞ 868 ? (–)                            | ? (–) ∞ 868 ? (–)                            | ? (–) ∞ 868 ? (–)                            |
| Ouders                                       | Adalolf I van Boulogne (–933) ∞ ? (–)                                        | Adalolf I van Boulogne (–933) ∞ ? (–)                                        | Adalolf I van Boulogne (–933) ∞ ? (–)                                      | Adalolf I van Boulogne (–933) ∞ ? (–)                                      | Adalolf I van Boulogne (–933) ∞ ? (–)        | Adalolf I van Boulogne (–933) ∞ ? (–)        | Adalolf I van Boulogne (–933) ∞ ? (–)        | Adalolf I van Boulogne (–933) ∞ ? (–)        |